# 简·达令
简·达令（Jane Darling，1980年9月26日—）生于烏斯季州的Klášterec nad Ohří，是一名捷克色情女演员。
她于2001年9月11日开始演出成人作品。2008年退休，一共演出了大约250部作品。

## 奖项
- 2005 AVN Award提名：年度外国女演员[3]
- 2005 AVN Award提名：最佳外国制作性场面，Internal Combustion 5 (与 Chris Charming)[3]
- 2005 FICEBNinfa 提名：最佳女配角，House of Shame[4]
- 2007 AVN Award提名：年度外国女演员[5]